# Ганемулла
Ганемулла (синг. ගණේමුල්ල, там. கணேமுல்லை) — город в округе Гампаха, Шри-Ланка. Ганемулла расположен в 9 километрах от города Кадаватха по дороге Коломбо — Канди.
Большая часть населения — сингалы, исповедующие буддизм. Имеется небольшое количество католиков.
В Ганемулле базируется полк коммандос Армии Шри-Ланки.

## Археология
Археологически важная дренажная линия была обнаружена неподалёку от железнодорожной станции Ганемулла. До недавнего времени считалось, что она использовалась вплоть до XVIII века. Однако надлежащих раскопок проведено не было и в настоящее время объект находится в плохом состоянии.

## Транспорт
Ганемулла является 13-й железнодорожной станцией от Форта Коломбо на железной дороге Коломбо — Полгахавела. С другими городами имеется автобусное сообщение.